# Мазари, Абдул Али
Абдул Али Мазари (перс. عبدلعلی مزاری‎, 1946 — 13 марта 1995) — афганский политик, лидер афганских повстанцев-хазарейцев во время советского вторжения в Афганистан и после. В 1990 основал партию афганских шиитов Хезб-е Вахдат (ПИЕА), которая тесно сотрудничала с Ираном. Утверждал, что решение внутренних разногласий в Афганистане лежит в федеральной системе управления, где каждая этническая группа имеет определённые конституционные права и может управлять своей собственной землёй и народом.
В начале 1992 года с Ахмадом Шахом Масудом и лидером афганских исмаилитов Мансуром Надери поднял восстание на севере Афганистана.
Был захвачен и убит талибами (выброшен из вертолёта в воздухе). Его тело было найдено в районе города Газни. Посмертно удостоен звания «Мученик национального единства» в 2016 году. Он поддерживал равное представительство всех этнических групп Афганистана, особенно хазарейцев, которые до сих пор подвергаются преследованиям в Афганистане.

## Ранняя жизнь
Абдул Али Мазари родился в селе Чаркент, к югу от северного города Мазари-Шариф. Этим и объясняется фамилия «Мазари». Он начал своё начальное богословское образование в местной школе в своей деревне, затем отправился в Мазари-Шариф, а затем в Кум, Иран и в Эн-Наджаф, Ирак.

## Политическая деятельность
Одновременно с оккупацией Афганистана советскими войсками Абдул Али Мазари вернулся на родину и занял видное место в антисоветском движении сопротивления. В первые годы сопротивления он потерял своего младшего брата Мохаммеда Султана во время сражения с советскими войсками. Вскоре он потерял свою сестру и других членов своей семьи в сопротивлении. Его дядя, Мохаммад Джаафар, и его сын, Мохаммад Афзал, были заключены в тюрьму и убиты поддерживаемой Советским Союзом Демократической Республикой Афганистан. Его отец, Хаджи Худадад, и его брат, Хаджи Мухаммад Наби, также были убиты на войне.

## Хезб-е Вахдат
Абдул Али Мазари был одним из основателей и первым лидером Партии «Хезбе и-Вахдат» («Партия единства»). На первом съезде партии в Бамиане он был избран руководителем Центрального комитета, а на втором съезде — генеральным секретарём. Инициатива Мазари привела к созданию «Джонбеш и-Шамаль» (Северного движения), в котором наиболее значительные вооружённые силы страны объединились с повстанцами, что привело к государственному перевороту и окончательному падению коммунистического режима в Кабуле.

## Гражданская война
После падения Кабула афганские политические партии пришли к соглашению о мире и разделении власти по Пешаварским соглашениям. Пешаварские соглашения создали Исламское государство Афганистан и назначили временное правительство на переходный период, за которым последуют всеобщие выборы. По данным Human Rights Watch:
Суверенитет Афганистана формально принадлежал Исламскому Государству Афганистан, образованному в апреле 1992 года после падения поддерживаемого Советским Союзом правительства Наджибуллы. ... За исключением Хезбе-Ислами, пуштунского военачальника Гульбуддина Хекматияра, все партии ... якобы объединились под этим правительством в апреле 1992 года. ... Хезбе-Ислами Хекматияра, со своей стороны, отказалась признать правительство для большую часть периода, обсуждаемого в этом отчете, и совершались нападения на правительственные силы, но снаряды и ракеты падали повсюду в Кабуле, что привело к многочисленным жертвам среди гражданского населения.
Хезбе Вахдат первоначально принимал участие в Исламском государстве и занимал некоторые посты в правительстве. Вскоре, однако, вспыхнул конфликт между хазарейским Хезбе и-Вахдатом Мазари и пуштунским Иттихад-и-Ислами военачальника Абдула Расула Сайяфа, поддерживаемого Саудовской Аравией. Министр обороны Ахмад Шах Масуд попытался выступить посредником между группировками с некоторым успехом, но прекращение огня оставалось лишь временным. В июне 1992 года Хезбе и-Вахдат и Иттихад-и-Ислами вступили в ожесточенные уличные бои друг против друга. При поддержке Саудовской Аравии силы Сайяфа неоднократно атаковали западные пригороды Кабула, что привело к тяжелым жертвам среди гражданского населения. Кроме того, войска Мазари также обвинялись в нападении на гражданские объекты на западе. Мазари признал, что взял пуштунских гражданских лиц в плен, но защищал эту акцию, заявив, что силы Сайяфа взяли хазарейцев первыми. Группа Мазари начала сотрудничать с группой Хекматиара с января 1993 года.

## Смерть
12 марта 1995 года лидер талибов Мулла Бурджан потребовал личной встречи с Мазари и делегацией от Центральной партии Исламского Вахдата (Абузар, Эхлааси, Эйд Мохаммад Ибрагими Бехсуди, Гассеми, Джан Мохаммад, Сайед Али Алави, Баходари и Джан Али) в Чахар-Азиабе, недалеко от Кабула. По прибытии группа была похищена и подвергнута пыткам. На следующий день Мазари был казнён, и его тело было найдено в районе Газни. Талибы опубликовали заявление о том, что Мазари напал на охранников талибов во время полета в Кандагар. Позже его тело и тела его товарищей были переданы Хезбе и-Вахдату, изуродованные и со следами пыток. Тело Мазари было перенесено пешком из Газни в Мазари-Шариф на север (в то время под контролем его союзника Абдула Рашида Дустума) через все хазарейские земли в сильном снегу его последователями в течение сорока дней. Сотни тысяч людей пришли на его похороны в Мазари-Шарифе. Мазари был официально назван мучеником за национальное единство Афганистана президентом Ашрафом Гани в 2016 году.